# Ferrofettelita
La ferrofettelita és un mineral de la classe dels sulfurs.

## Característiques
La ferrofettelita és un sulfur de fórmula química [Ag₆As₂S₇][Ag10FeAs₂S₈]. Va ser aprovada com a espècie vàlida per l'Associació Mineralògica Internacional l'any 2021, sent publicada l'any 2022. Cristal·litza en el sistema monoclínic.
L'exemplar que va servir per a determinar l'espècie, el que es coneix com a material tipus, es troba conservat al Museu Mineral de la Universitat d'Arizona, a Tucson (Arizona), amb el número de catàleg: 22716.

## Formació i jaciments
Va ser descoberta a la pedrera Glasberg, a Darmstadt-Dieburg (Hessen, Alemanya), sent l'únic indret de tot el planeta on ha estat descrita aquesta espècie mineral.